# 7385 Aktsynovia
A 7385 Aktsynovia (ideiglenes jelöléssel 1981 UQ11) a Naprendszer kisbolygóövében található aszteroida. Nyikolaj Sztyepanovics Csernih fedezte fel 1981. október 22-én.